# وزارة الحربية (السعودية)
 كانت مستشارية الحرب والجهة التنفيذية المسؤولة عن وحدة الجيوش السعودية تحت قيادة عسكرية واحدة، وهي من الناحية التاريخية تُعد من أقدم المؤسسات المرتبطة بالدولة منذ قيامها وخلال مراحلها الثلاث. ظلت موجودة حتى بدأت الحرب تضع أوزارها مع إعلان توحيد المملكة العربية، فتحوّلت إلى (وكالة) الدفاع ممثلةً بوزير المالية وكيلاً مكلفاً لشؤون الدفاع في مجلس الوكلاء، وبعد بضع سنوات تم تصعيد الوكالة إلى وزارة من جديد؛ نتيجةً لدمجها مع مفتشية القوات المسلحة وإحلال مسمّى «وزارة الدفاع والمفتشية العامة».

## تاريخ الوزارة
بالتزامن مع بداية الدولة السعودية في عام 1157ھ / 1744م، أنشأ الإمام محمد بن سعود تنظيم أشبه ما يكون بالوزارة لإدارة الجيش تحت قيادة ابنه الأمير عبد العزيز كقائد عام وأول وزير لحرب الدولة السعودية، والذي يعتبر أول من جمع بين الولاية والوزارة، وهو التقليد الذي ظلَّ سائداً منذ ذلك الحين وفي أغلب فترات الخدمة العسكرية للقادة السعوديين. استمرت أعمالها بتولي الإمام تركي بن عبد الله الذي أمر بإنشاء قصر يحمي الدولة من الهجمات؛ إذ كانت تساهم في حفظ الأمن والأستقرار واقتصر دورها على الشؤون الداخلية. أما في الدولة الحديثة المعاصرة فقد أعيد تنشيط الوزارة في وقت مبكر ضمن الديوان وتحت إدارة مباشرة من قبل عبد العزيز آل سعود حتى سيطرته الكاملة على نجد.

## قائمة الوزراء
ترأس الوزارة طوال حروبها حوالي 20 وزيراً من الأمراء الذين كان لديهم صلاحيات كبيرة ودور رئيس في توجيه كافة الشؤون المتعلقة بالحملات والحاميات العسكرية.
1. الأمير عبد العزيز بن محمد (1745–1765)
2. الأمير عبد الله بن محمد (1765–1773)
3. الأمير سعود بن عبد العزيز (1773–1803)
4. الأمير عبد الله بن سعود (1803–1814)
5. الأمير فيصل بن سعود (1814–1816)
6. الأمير مشاري بن سعود (1816–1818)
7. الأمير تركي بن عبد الله (1818–1828)
8. الأمير فيصل بن تركي (1828–1838)
9. الأمير خالد بن سعود (1838–1841)
10. الأمير عبد الله بن ثنيان (1841–1843)
11. الأمير عبد الله بن فيصل (1843–1845)
12. الأمير جلوي بن تركي (1845–1850)
13. الأمير سعود بن فيصل (1850–1868)
14. الأمير محمد بن فيصل (1868–1875)
15. الأمير عبد الرحمن الفيصل (1875–1886)
16. الأمير فيصل بن عبد الرحمن (1886–1889)
17. الأمير خالد بن عبد الرحمن (1889–1891)
18. الأمير فهد بن عبد الرحمن (1891–1901)
19. الأمير عبد العزيز آل سعود (1901–1921)
20. الأمير محمد بن عبد الرحمن (1921–1933)

## هوامش
1. ↑  جرى تعديل المسمّى إلى «وزارة الدفاع والطيران والمفتشية العامة» عام 1371ھ / 1952م.[2]
2. ↑  كانت وزارة معظم الأمراء السعوديين من القادة متزامنة مع ولايتهم للعهد.